# Сагайдак

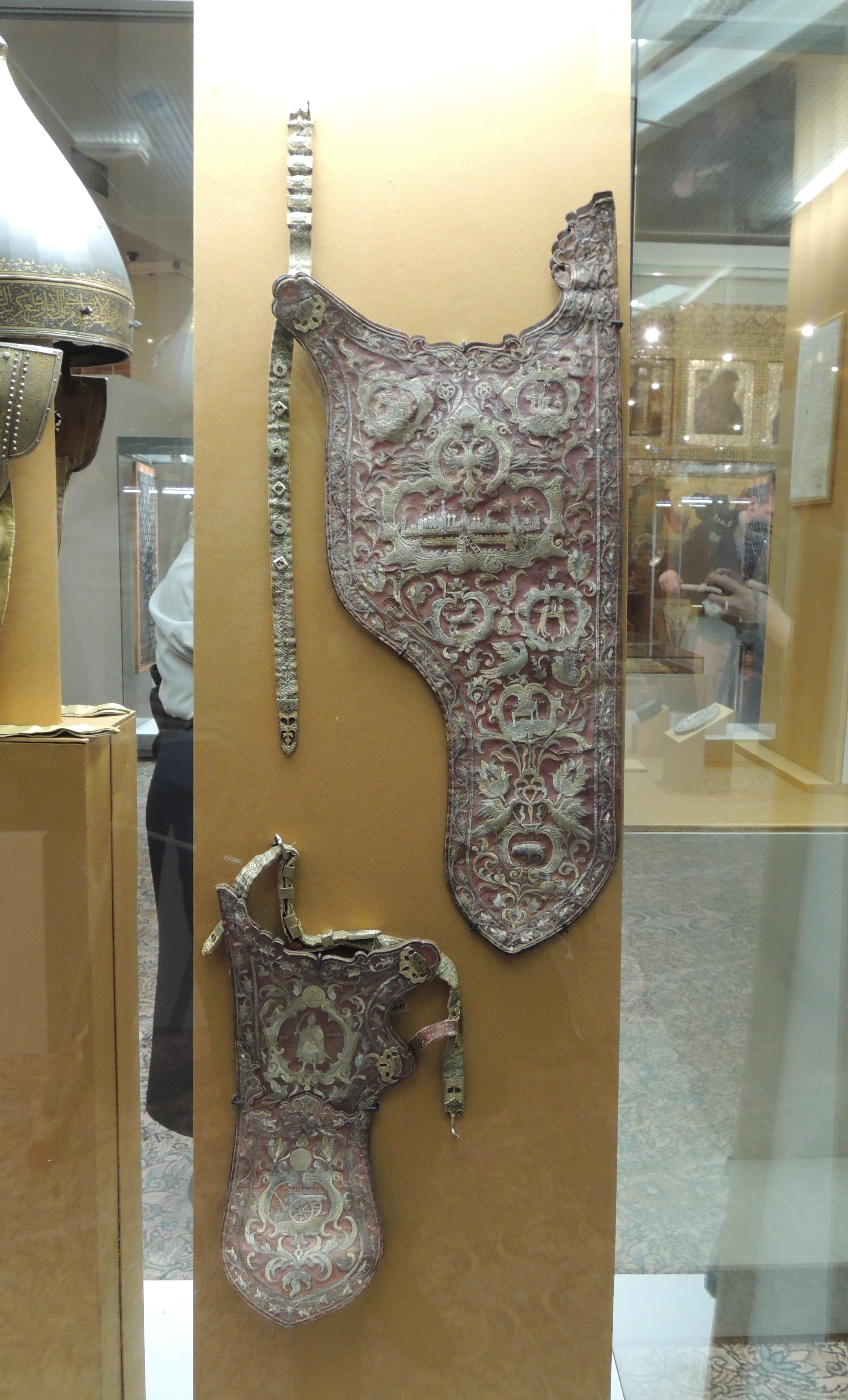
Сагайдак російського царя Олексія І Тишайшого.

Сагайда́к або сайда́к — назва повного набору для лучника — лук разом зі шкіряною сумкою або дерев'яним футляром зі стрілами, пізніше просто футляр для стріл, колчан. Були розповсюджені у тюркських народів, монголів, а також на території колишньої Русі до XVII століття. У скіфів був відомий під назвою горит.
Слово походить від тюрк. sadaq («сагайдак»), монг. sagadag («лук разом зі стрілами», «сагайдак»). Питомо руське слово тула за походженням пов'язане з «тулити».
Зрідка сагайдаком могли називати й лук, чохол для рушниці, музичного інструмента тощо.
Від слова сагайдак походять прізвища Сагайдак, Сагайдачний.